# Ephen Rian
Ephen Rian ist eine 2002 gegründete oberösterreichische Post-Hardcore-Band aus Großraming.

## Geschichte
Ephen Rian, benannt nach einer Comicfigur eines befreundeten Zeichners, wurde im November 2002 gegründet und veröffentlichte schon zwei Wochen nach Bandgründung einen Song auf dem griechischen Sampler Shock from the Underground. 2003 nahm sie ihr erstes Demo Heroes Don't Ask Why auf, das 2004 im Eigenvertrieb verkauft wurde. 2005 folgt auf Wynona Records ihre erste EP The Special Referendum, die, ungewohnt für eine neue Band, weltweit veröffentlicht wurde. Anschließend tourte die Band durch Österreich und dessen Nachbarstaaten, unter anderem als Vorband von Billy Talent, Kettcar, Tribute to Nothing und Waterdown. Auf der offiziellen Website wird Anfang 2006 bekanntgegeben, dass drei weitere Lieder im Studio aufgenommen wurden. Die Songs Spread My Wings, Framing The Facts und Avenue View gelten als Weiterführung der 2005 veröffentlichten EP. Zu der Single Spread My Wings wird unter Markus Andritschs Regie ein Musikvideo produziert. 2007 richten die Bandmitglieder ihr Hauptaugenmerk auf ihre jeweiligen Studienfächer, nahmen aber parallel Lieder auf die bislang allerdings nicht veröffentlicht wurden.
Die Band ist in Freundschaft mit der Linzer Band Estate verbunden.

## Stil
Die Band spielt einen Stil, der stark an glatt produzierten, flotten und eingängigen Post-Hardcore amerikanischer Bands wie Thrice erinnert. Typischer für Emo sind der Wechsel im Gesang, wobei sich klanglich – auch wegen der poppigen Melodielinien und einfach-eingängigen Songstrukturen – Vergleiche mit Bands wie Senses Fail ergeben.

## Diskografie

### EPs
- 2003: 16 Hours Left (Demo)
- 2004: Heroes Don't Ask Why (Demo)
- 2005: The Special Referendum (Wynona Records)

### Singles
- 2006: Spread My Wings (Viva La Mopped) (Wynona Records)

### Kompilationen
- 2003: Shock from the Underground (Sirrah Productions)
- 2005: Eastpak's Pro Punkrocker 4 (11pm Recordings)
- 2005: Change the Station (White Russian Records)
- 2005: Münster Monster Mastership Compilation (11pm Recordings)
- 2005: A-Punk (Fun Records, Zeng Music)
- 2005: Eastpak Antidote Tour Compilation (SideOneDummy Records)
- 2005: Titus Tunes Vol.3 – Best of Rookies (Titus)
- 2006: Liberating Music (Go-Kart Records Europe)
- 2006: Triebwerk  10th Anniversary ([triebwerk.])